# Maria Stuarda (Zweig)
Maria Stuarda è una biografia scritta dallo storico austriaco Stefan Zweig nel 1935. La prima edizione italiana fu curata dalla Arnoldo Mondadori Editore, che pubblicò l'opera nella collana Le Scie, che aveva già ospitato l'altro grande successo dell'autore, Maria Antonietta - Una vita involontariamente eroica (1932).

## Trama
Stefan Zweig ripercorre l'intera vicenda della vita di Maria Stuarda dalla sua nascita in Scozia sino alla sua atroce morte in Inghilterra. Regina a pochi giorni di vita, consacrata per diritto divino a soli nove mesi: quella di Maria Stuarda fu una vita che iniziò tragicamente e finì tragicamente. Scappata dalle guerre anglo-scozzesi, Maria fu cresciuta nell'ambiente colto e raffinato della corte francese di Caterina de' Medici e ebbe un'ottima educazione in ambito culturale, ma non altrettanto approfondita in ambito politico, giacché la regina consorte di Francia non aveva potere effettivo.
Alla morte del primo marito tornò in Scozia, dove l'attendeva lo scontro con la nuova religione calvinista, istituita durante la sua assenza. Maria fu una sovrana molto tollerante e questo non fece altro che aumentare il potere dei lord protestanti che riuscirono a rivoltarle contro il paese approfittando della sua turbolenta vita privata. Scappata in Inghilterra, pensava di poter essere aiutata dalla regina protestante Elisabetta I d'Inghilterra, sua cugina e antagonista, che la imprigionò per quasi vent'anni.
In questi due decenni Maria divenne il fulcro e l'anima del cattolicesimo inglese e molti complotti furono organizzati in suo nome per assassinare Elisabetta e innalzarla al trono. La regina di Scozia si ritrovò dunque a essere il simbolo vivente della Controriforma e finì sacrificata nella lotta tra la Spagna cattolica di Filippo II e l'Inghilterra protestante di Elisabetta I. La sua esecuzione fu un duro colpo all'autorità divina dei sovrani: per la prima volta nella Storia una regina consacrata da Dio fu giudicata e condannata a morte. La decapitazione di Maria non fu che il preludio di altre tre morti regali, quali quelle di suo nipote Carlo I d'Inghilterra e dei suoi pronipoti Luigi XVI e Maria Antonietta. Per un'approfondita conoscenza dei fatti è lecito rimandare alla pagina di Wikipedia che tratta la vita di questo personaggio. Il testo di Zweig è stato utilizzato come fonte bibliografica.

## Testi simili
Un'altra autorevole biografia sulla regina di Scozia è Maria Stuart - La tragedia di una regina scritta nel 1969 da Lady Antonia Fraser.

## Edizioni
- Stefan Zweig, Maria Stuarda, traduzione di Lavinia Mazzucchetti, Le Scie, Mondadori, 1935,  p. 363.
- Stefan Zweig, Maria Stuarda - La rivale di Elisabetta I d'Inghilterra, traduzione di Lorenza Pampaloni, collana Tascabili Saggi, Bompiani, 2001,  pp. 375, cap. 23, ISBN 88-452-9116-2.